# British Antarctic Survey
British Antarctic Survey (BAS, укр. Британська антарктична служба) — британська урядова наукова організація, відповідальна за дослідження антарктичного континенту та антарктичних островів. Вона є частиною Ради з дослідження навколишнього середовища (NERC).
До 1962 року організація називалася «Falkland Islands Dependencies Survey».
Під опікою BAS знаходяться три Антарктичні дослідницькі станції: Ротера, Галлей і Сігні, Fossil Bluff і Sky Blu, а також станції в субантарктиці — Кінг-Едвард-Пойнт в Південній Георгії і Берд на сусідньому острові.